# Папоцезаризм
Папоцезаризм чи папокесарізм (від лат. papa  - «тато» і лат. caesar   - «цезар») - еклезіологічний термін, введений в історіографію з XIX століття для визначенн таких відносин між церквою і суспільством, включаючи монархів (імператорську, королівську, царську владу), при яких духовна особа,тобто перший церковний ієрарх (найчастіше Папа Римський ), зосередив в своїх руках як світську, так і духовну владу. 

## Розуміння папського цезаризму
Ключем до розуміння папського цезаризму, як теорії, служить середньовічний світогляд, який розкривається  в творах блаженного Августина . Він є синтезом античних і християнських елементів. Перші зміцнили ідею єдності, як основного закону всесвіту; другі внесли ідею переваги духовного початку над мирським, «ідею» царства Божого на землі, християнської республіки, яка об'єднує державу і церкву. 
Всесвіт (Universum) задавався колосальним організмом (макрокосм ), в якому живе один дух і який керується одним Богом і одним законом. Складові частини його - мікрокосм, - в силу божественної, гармонії, суть лише копії світового порядку. Будь-яке вчення про державу і суспільство повинно було тому запозичувати головні принципи від прототипу божественного організму. 
Людство у всій сукупності уявлялося монархічно керованою державою, підлеглим тим же принципом єдності (principium unitatis). Середньовічний доктринери, просочений християнськими і римськими космополітичними ідеями, завжди мотивує необхідність єдності церкви і держави зазначенням на єдиний план, покладений Творцем в основу світобудови (exemplum totius Universi gubernationis, quae fit per unum Deum Supremum). Той же божественний світовий порядок вимагав, щоб на чолі кожної людської союзу (мікрокосму) стояло обличчя, вбрані монархічною владою, як копії божественного міродержавца; в іншому випадку порушувалася божественна гармонія, церква і держава перетворювалися в «двоголові чудовиська», встановлювалася двоица - «підле число», лякає всіх. 
Урядова влада на всіх ступенях здавалася еманацією божественної благодаті . Єдиноначальність було в очах суспільства ідеалом, «першоджерелом добра», «досконалістю», відображенням монархічно влаштованої природи . Світські королі християнського світу вперше експлуатували ці ідеї в свою користь. Священна римська імперія пройнята космополітичними і теократичною тенденціями; цілком зрозумілі слова Бензо [en], звернені до Генріху III Франконське : «tu es caput mundi   caput est tibi rector Olympi». Виходячи з ідеї єдності, імператори прагнули створити універсальний царство, що охороняється їх мечем. Ця ж ідея допомогла татам XI століття здійснити частково універсальну церква, з намісником апостола Петра на чолі. У найзапекліші моменти боротьби папської теорії з імперіалістичною, середньовічної дух залишається вірним самому собі: обидва порядку - універсальна церква і універсальне держава - нерозривно пов'язані. 

## Історія
Період з XI по XIV століття є періодом найвищого розвитку папоцезарізма на Заході, в Католицької церкви. Про відносини між понтифіком і монархами цього періоду викладено в творах Бернарда, Фоми Аквінського, Миколи Кузанського . Починаючи з XIV століття відносини між духовною та світською владою змінюються. Держава відвойовує свою незалежність від церкви. А в Англії система папоцезарізма змінилася після Реформації на систему цезаропапізма . 

### В Росії
У Росії періодом папоцезарізма можна вважати правління патріарха Філарета Романова, коли він зосередив у своїх руках як духовну, так і, в значній мірі, світську владу з 24 червня 1619 року по 1 жовтня 1633 рік . Проявом папоцезарізма є окремі періоди правління Патріарха Никона, починаючи з 25 липня 1652 року . Наприклад, під час військового походу в 1654 році Олексія Михайловича проти Польщі, патріарх Никон під час відсутності царя в Москві состредоточіл в своїх руках як духовну, так і світську владу. 

### XX століття
Правління архієпископа Макаріоса III на Кіпрі з 16 серпня 1960 року по 15 липня 1974 року, коли Макаріос III одночасно був главою держави - президентом Республіки Кіпр і предстоятелем Кіпрської православної церкви також є проявом папоцезарізма. 

## Типи взаємовідносин
Професор православного богослов'я в Hellenic College Holy Cross Greek Orthodox School of Theology Theology , священик Стенлі Семюел Харакас  Stanley Samuel Harakas клірик Американської архієпископії Константинопольського Патріархату виділяє чотири основні форми взаємовідносин між церквою і державою: 
1. Поділ церкви і держави . В цьому випадку, держава може бути нейтральним, доброзичливим, або ворожим по відношенню до церкви.
2. Папоцезаризм . Церква або релігійний діяч керує державою.
3. Цезаропапізм . Держава керує церквою.
4. Симфонія . Церква і держава є взаємодоповнюючими і мають взаємну повагу один до одного. [3]